# Hipper (Schiff)
Die Fregatte Hipper (F 214) der Bundesmarine war ein Schulschiff, benannt nach dem Chef des Aufklärungsverbandes der Deutschen Hochseeflotte in der Skagerrakschlacht, Admiral Franz von Hipper (1862–1932).
Das Schiff lief 1945 als HMS Actaeon für die Royal Navy vom Stapel und wurde für einen Einsatz im Zweiten Weltkrieg zu spät fertiggestellt.
1959 bis 1964 diente die Hipper als Kadettenschulschiff der Bundesmarine. Im Herbst 1967 wurde sie zum Abbruch nach Hamburg verkauft.

## Geschichte
Die spätere Hipper wurde am 3. Dezember 1941 bei Thornycroft in Southampton als Sloop der modifizierten Black-Swan-Klasse bestellt und am 15. Mai 1944 auf Kiel gelegt. Am 25. Juli 1945 lief das Schiff als Actaeon erst nach dem Kriegsende in Europa vom Stapel. Fertiggestellt wurde sie dann 24. Juli 1946 als drittes von Thornycroft gebautes Schiff der Klasse. Sie erhielt die Kennung U07. Sie wurde von der Royal Navy von Januar 1947 bis Januar 1953 auf der Kapstation eingesetzt.

### Deutsche Schulfregatte
Die Bundesrepublik Deutschland übernahm im Rahmen der Wiederbewaffnung insgesamt sieben Schiffe der Royal Navy als Schulfregatten in der Aufbauphase der Bundesmarine, die der Einfachheit halber unter dem Oberbegriff Schulfregatten Klasse 138 zusammengefasst waren, obwohl sie keinesfalls alle baugleich waren.
Deutschland übernahm die schon in britischen Diensten zur Fregatte umklassifizierte Sloop Actaeon als einziges der sieben Schiffe, das nicht schon im Zweiten Weltkrieg eingesetzt worden war. Sie gehörte drei Schiffen der sogenannten modifizierten Black-Swan-Klasse. Deutschland stellte die Actaeon im Januar 1959 als Hipper (F 214) für die Marineschule Mürwik in Dienst, wo sie zur Kadettenschulung neben der ähnlichen Graf Spee (F 215) der Black-Swan-Klasse eingesetzt wurde. 1961 wurde sie dem Kommando der Schulschiffe unterstellt.
Die Bewaffnung des Schiffes wurde während ihrer Dienstzeit bei der Bundesmarine mehrfach verändert. Geliefert wurde die Actaeon/Hipper mit zwei 102-mm-L/45-Mk-XVI-Zwillingsgeschützen am Bug, die sukzessiv ersetzt wurden. Daneben führte sie drei einzelne Bofors-40-mm-Kanonen eines älteren Modells. Am Ende verfügten die Hipper und die Graf Spee über zwei Zwillings-Bofors-40-mm-Kanonen am Bug übereinander und ganz am Ende des vergrößerten Decksaufbaus über zwei Einzelgeschütze dieses Typs nebeneinander, wie sie auch auf den Neubauten der Bundesmarine installiert wurden.
Während ihrer Dienstzeit unternahm sie eine Reihe von Auslandausbildungsreisen, oft mit ihrem Schwesterschiff Graf Spee, die sie u. a. mehrfach in amerikanische Hafenstädte führten, von Victoria (British Columbia) im Nord- bis nach Valparaiso und zum Kap Hoorn im Südpazifik. In der alten Welt reichten die angelaufenen Häfen von Reykjavík im Norden über Lomé in Togo und Daressalam in Tansania im Süden bis nach Bangkok im Osten. Bereits nach fünf Jahren wurde sie am 31. Juli 1964 außer Dienst gestellt. Überlegungen, die Fregatte noch zu einem Flugsicherungsschiff umzubauen, wurden auf Grund ihres Alters nicht verwirklicht. Die Hipper wurde am 25. Oktober 1967 wie die Graf Spee zum Abwracken nach Hamburg verkauft.

## Andere Schiffe mit dem NamenHipper
Nach Franz von Hipper wurde ein weiteres deutsches Kriegsschiff benannt: Die Admiral Hipper (1939–1945), ein Schwerer Kreuzer der nach ihm benannten Admiral-Hipper-Klasse im Zweiten Weltkrieg.